# جنگ اسپانیا و مراکش (۱۸۵۹–۱۸۶۰)
جنگ اسپانیا و مراکش (اسپانیایی: Guerra de África‎) ، همچنین شناخته شده به عنوان جنگ تطوان یک جنگ میان اسپانیا و مراکش به علت اعلان جنگ اسپانیا بر مراکش در ۲۲ اکتبر ۱۸۵۹ تا پیمان واد راس در ۲۶ آوریل ۱۸۶۰ بود.این درگیری به علت اختلاف نظر سر مرزهای شهر سئوتا در شمال مراکش بود.پس از پیروزی اسپانیا در نبرد تطوان مراکش صلح کرد.  